# Bertha Gaztelumendi
 (mars 2024).
Bertha Gaztelumendi Caballero née à Irun, en 1962 est une journaliste et réalisatrice espagnole.

## Biographie
Bertha Gaztelumendi étudie les Sciences de l'Information à l'Université du Pays basque. Elle complète sa formation par un master en Études de la Paix et Résolution de Conflits à l'Université de Bradford, l'Angleterre. Elle travaille pour le gouvernement basque, au département de la Justice, Travail et Sécurité sociale puis de Emakunde, Institut basque des femmes. Des 2003 à 2010, elle est correspondante internationale en Amérique Latine pour la télévision publique basque, Euskal Irrati Telebista.
En 2012, elle réalise son premier documentaire Mariposas en el hierro, sur le Pays basque. Il s'agit d'une réflexion sur les divers types de violence. Elle revendique la participation des femmes dans la résolution de conflits pour créer de nouveaux modèles de société,.
Son deuxième documentaire Nigar franko egingo zuen aitak réalisé en 2014, aborde la Guerre civile et ses conséquences à travers les narrations à la première personne d'habitants de Villabona qui ont vécu le conflit.
Réalisé avec Nuria Casal, Las buenas compañías, revient sur les luttes féministes à Rentería. En 1975, plus de 350 femmes sont incarcérées pour adultère, avortement, prostitution.
Volar de 2017 raconte les violences subies de neuf femmes d'âges et de parcours divers.
La ventana de Gladys, commémore les 40 ans de la mort de Gladys du Estal tuée par la Garde civile, lors d'une manifestation antinucléaire à Tudela.
En 2023, elle réalise avec Rosa Zufia un documentaire sur les réalisatrices basques.

## Documentaires
- Mariposas en el hierro, 2012.
- Nigar franko egingo zuen aitak, 2014.
- Las buenas compañías, 2015.
- Volar, 2017.
- Ez, eskerrik asko. Gladysen leihoa, 2019
- Arana beetan, 2023

## Prix et distinctions
- Meilleur court documentaire, Festival de Courts de Rentería, pour Las buenas compañías, 2015[9].
- Meilleur documentaire étranger, Festival annuel du film de Copenhague, pour Volar, 2019[10].